# 反對逃犯條例修訂草案運動過程 (2021年8月至12月)
| 2019年          | 尚未開始 | 尚未開始 | 3月至6月 | 3月至6月 | 3月至6月 | 3月至6月 | 7月 | 8月 | 9月    | 10月   | 11月   | 12月 |
| 2020年          | 1月      | 2月至4月 | 2月至4月 | 2月至4月 | 5月      | 6月      | 7月 | 8月 | 9月    | 10月   | 11月   | 12月 |
| 2021年          | 1月      | 2月      | 3月      | 4月      | 5月      | 6月      | 7月 | 8月 | 9-11月 | 9-11月 | 9-11月 | 12月 |
| 2022年1月或以後 |          |          |          |          |          |          |     |     |        |        |        |      |

## 8月

### 16日

#### 2019年8月5日香港三罷行動司法案件判刑
2019年8月5日，在大三罷中，5個人被控在荃灣噴黑交通燈，早前承認刑事損壞等罪，16日在西九龍裁判法院判刑。
裁判官黃士翔以本案眾人手持無線電，有規模地進行損壞為理由，從嚴判刑。
第一、第三至五被告被控的刑事毀壞罪，被判監禁4個月；次被告被判入勞教中心，他另涉無出示身份證，判罰款。另各人被判須各賠償清潔費。

## 9月
2021年9月，香港特區政府開始對被指違反《港區國安法》的組織及人士進行清算，如民間組織支聯會及學生組織賢學思政。

### 8日

#### 司法案件
1名57歲廣告設計員於5月至6月期間無合理因由不斷打電話給3名司法書記，對司法人員造成煩擾；被控不斷打電話罪，案件8日在東區裁判法院提堂。被告暫時毋須答辯，獲准以現金2000元保釋，不得離港、須居於報稱地址、於更改住址24小時內通知警方、每日向警署報到及不得以任何形式，即言語、行為、電話、傳真滋擾司法機構人員。案件押後至12月3日再訊，以待警方進一步調查，包括其手提電話、電腦、記憶卡等。

### 17日

#### 司法案件
1名地盤工人和1名男學生於2019年10月13日旺角發生黑衣人起飛腳踢警事件中，被指在雅蘭中心外襲擊警員，企圖搶去警員的雷鳴登霰彈槍，和抗拒警員拘捕；被控非法集結，襲警，企圖搶劫和抗拒在正當執行職務的警務人員等罪。
地盤工人承認非法集結及襲警，但否認企圖搶劫罪。男學生則否認抗拒在正當執行職務的警員罪。2人於區域法院受審後，於上月被裁定全部罪成。法官謝沈智慧聽罷辯方求情後，表示需時考慮判罰，遂將案件再押後至10月8日判刑，期間2被告續須還押。

### 20日

#### 賢學思政成員被捕
警方國安處以涉嫌違反《港區國安法》中的「串謀煽動顛覆國家政權罪」拘捕賢學思政的三名成員，包括召集人王逸戰、秘書長陳枳森及發言人朱慧盈。
警方國安處高級警司李桂華交代案情，稱3人曾經呼籲市民不要使用「安心出行」，並在進入處所時提供虛假資料；並指他們曾稱「光復香港，時代革命」是民族信念，並非單一口號；亦建議市民習武，革命來臨時要勇武抗爭，對準港共、中共政權。李桂華又提到，「賢學思政」在旺角設立會址「不二」作為「聚腳點」，進行小買賣及展覽，又向有相同理念的在囚人士提供物資，認為這些物資可助招攬獄中追隨者。警方強調拘捕行動會繼續，並會繼續調查資金來源，以及組織金主誰屬。 

### 21日

#### 賢學思政成員提堂
3名被捕的賢學思政成員王逸戰、陳枳森及朱慧盈。於西九龍裁判法院提堂，《港區國安法》指定法官、裁判官蘇文隆審理，這是他首次處理《國安法》案件。甫開庭，控方代表高級檢控官李庭偉，即要求申請將案件押後至11月3日再訊，以待案件轉介至區域法院，獲蘇文隆批准。蘇文隆聽取控辯雙方陳詞後，隨即指不相信各被告在保釋期間，不會作出危害國家安全行為，拒絕3人保釋，意味著3人將會在獄中度過中秋，未能與家人團聚。 
控罪書指，王逸戰、陳枳森及朱慧盈於2020年10月25日至2021年6月16日，在香港，一同串謀和與黃沅琳及其他人串謀，煽動他人組織、策劃、實施或者參與實施以下以武力、威脅使用武力或其他非法手段旨在顛覆國家政權行為，即推翻、破壞中華人民共和國憲法所確立的中華人民共和國根本制度；推翻中華人民共和國中央政權機關或者香港特別行政區政權機關。
其中黃沅琳為「賢學思政」前發言人，與王逸戰於今年6.12兩周年前夕曾被捕，被指涉及煽惑他人參與未經批准集結，後獲准保釋。 

### 23日

#### 賢學思政第四名成員被捕及提堂
警方國安處以涉嫌違反《港區國安法》的第22及23條「串謀煽動他人實施顛覆國家政權」罪在旺角拘捕「賢學思政」前發言人黃沅琳。同日由警車送往西九龍裁判法院提堂。由《港區國安法》指定法官、署理總裁判官羅德泉擔任審理；控方代表，律政司高級檢控官李庭偉，申請毋須答辯，由於需時準備轉介至區域法院的文件，案件押後至11月3日再訊，他反對被告保釋候訊。最終羅德泉拒絕批准保釋，須即時還柙。
控罪書所述，黃的被捕時間為周三（22日）凌晨。據了解，黃在王逸戰等3人提堂後，主動往警署投案。控罪指，被告於2020年10月25日至2021年6月16日期間（包括首尾兩日），在香港，與王逸戰、陳枳森、朱慧盈及其他人串謀，煽動他人組織、策劃、實施或者參與實施以下以武力、威脅使用武力或者其他非法手段旨在顛覆國家政權行為，即：
（1）推翻、破壞中華人民共和國憲法所確立的中華人民共和國根本制度；
（2）推翻中華人民共和國中央政權機關或者香港特別行政區政權機關。

#### 司法案件
於2019年12月28日的上水警民衝突中，案發時16歲的男學生因被指有份圍毆一名途人及企圖搶槍，被控襲警，兩項抗拒警員，暴動及企圖無牌管有槍械罪。被告早前承認兩項抗拒警員，但否認暴動、襲警及企圖無牌管有槍械罪；經審判後，襲警罪不成立，暴動及企圖無牌管有槍械罪罪成。區域法院法官姚勳智指，被告隨意傷害無辜途人，「明顯是罔顧法紀」，也是前線主動角色，而且曾嘗試扣圖涉案霰彈槍的板機，若非槍枝未上膛及有上鎖，「後果不堪設想」，在考慮被告等候審訊時非常努力學習及其他因素後，最終四項控罪，共判囚4年9個月。

### 27日

#### 司法案件
於2019年11月6日在屯門所發生的何君堯遇刺案中，現年31歲的行刺者董栢輝承認有意圖傷人，傷人兩項罪行，被重判9年。

## 10月
2021年10月，反修例運動期間部署在香港特區政府總部以及立法會外部的水馬被拆除，特首辦外的添華道亦恢復通車。。雖然香港政府表示社會已經全面回復安全常態，但背後的政治打壓、拘捕仍然持續，同時海外示威活動仍未停止。

### 17日

#### 邵嵐於雅典衛城掛「光時」旗　遭當地警方拘捕
香港城市大學學生會前外務副會長，前香港大專學界國際事務代表團發言人邵嵐和藏族學生謝拉左桑（Tsela Zoksang）在希臘雅典衛城的奧林匹克運動會聖火採集儀式綵排現場的衛城上展示被北京視為「藏獨」標誌的雪山獅子旗以及「光復香港，時代革命」的橫幅，並高叫「Free Tibet（解放西藏）」、「Boycott Beijing 2022（抵制北京2022）」以及「No freedom, No Games（沒有自由，就沒有奧運）」等口號。10分鐘後被趕至的希臘警員拘捕。橫幅被保安員沒收。

### 25日

#### 國際特赦組織宣佈關閉香港辦公室
人權組織“國際特赦組織”以《港區國安法》阻礙工作，及擔心受到刑事制裁為由，決定關閉在香港的兩個辦公室，包括成立接近40年的香港分會。

## 11月

### 21日

#### 特區政府主要官員人事調動
根據行政長官林鄭月娥的提名及建議，國務院（中央人民政府）任命海關副關長何佩珊接替屆齡退休的鄧以海出任海關關長，是海關1909年以來首位女性關長。

### 23日

#### 鍾瀚林煽動他人分裂國家罪判刑
前學生動源召集人鍾翰林被控在2020年7月至10月干犯一項分裂國家罪，亦被控在2018年1月至去年10月干犯一項洗黑錢罪，涉及約13萬5千元。他早前承認控罪，在區域法院被法官陳廣池判監43個月。
鍾翰林的分裂國家罪被判監40個月，洗黑錢罪被判監18個月，考慮到整體量刑原則，大部分刑期同期執行，合共判監43個月。
陳廣池表示，被告無實際計劃分裂國家，但他的目的卻明顯不過，指出分裂國家的罪行不一定要實際使用武力，而被告在涉案3個半月內干犯這項罪行，若非被捕，他大有可能繼續犯罪，判刑要作出懲罰及要有阻嚇作用。被告在另一宗案件的保釋期間干犯本案，他在《港區國安法》實施後，以身試法，聲稱在《港區國安法》實施前已停止香港學生動源的活動是自欺欺人，以為將組織改為外國分支，就不會違法，在社交媒體招募義工及籌款，是積極組織、策劃及實施分裂國家。
至於洗黑錢罪的刑期，陳廣池指，是考慮到涉案時間為兩年半，涉及約13萬5千元，無證據顯示有嚴重組織，亦無證據反映被告獨吞款項，辯方亦指是用作活動經費。

## 12月

### 1日

#### 林卓廷涉嫌於網上發佈721事件受查人資料案開審
正被羈押的民主黨前立法會議員林卓廷涉嫌於網上發佈721事件受查人資料之案件於東區裁判法院開審。他否認3項「披露受調查人身分罪」。

### 2日

#### 鄒幸彤涉嫌六四31週年煽動他人非法集結案結案陳詞
香港前支聯會副主席鄒幸彤被控今年六四煽惑他人參與未經批准集結，她早前否認控罪，案件在西九龍裁判法院進行結案陳詞。鄒幸彤同時要求法庭裁定香港警察以公共衛生為由禁制集會的決定違憲。鄒幸彤陳詞時表示自己於今年六四當日被警方拘捕後， 無法悼念六四事件死者，行使不到悼念六四的權利，對社會造成寒蟬效應。社會變得不敢自由寫作，損害公共辯論空間。裁判官決定將案件訂於明年一月裁決。

### 6日

#### 曾國衛去信華爾街日報抗議
政制及內地事務局局長曾國衛去信《華爾街日報》，就其11月29日題為「Hong Kong Says Vote－or Else」的社論文章，作出駁斥。《華爾街日報》6日刊登曾國衛的來函，並加上標題《香港向華爾街日報發出威脅》（Hong Kong Issues a Threat to the WSJ）。
- 中國在香港實行《港區國安法》後，港人公開示威會受嚴厲懲罰；抵制選舉或在選舉中投白票，已經成為港人僅餘的政見發表方式。就相關文章，香港認為社評提議港人抵制選舉，並聲言保留採取行動的權利。當中提及香港前立法會議員許智峯及前區議員丘文俊，因涉嫌煽惑他人投白票或不投票被廉署通緝。社論指，兩人在中共鎮壓香港期間離港，形容這是中共企圖在海外繼續政治打壓的一個方式。

曾：對社論提及杯葛選舉及投白票表示震驚，港人示威會受到懲罰的說法「錯誤和危言聳聽」，「香港《基本法》及《港區國安法》保障了言論、出版、結社及集會自由」的同時，又指「任何操控選舉的行為都不能容忍」。重申根據《選舉（舞弊及非法行為）條例》第27A條，公開煽動他人不投票或投廢票，屬刑事罪行，不論煽動行為在香港或境外作出，港府都保留採取必要行動的權利。
- 社論亦提及2019年香港區議會選舉，指港人用選票支持民主派候選人，令中共感到尷尬，原應去年舉行的立法會選舉被延後至今年，北京隨即落實了新的選舉制度，要求所有候選人受到審查，並且要宣誓效忠。

曾：新的選舉制度下，任何人只要擁護《基本法》及宣誓效忠香港政府就可以參與，包括來自不同階層及對政府有不同意見的人；對於社評指北京要求所有候選人先接受共產黨審查的說法，他認為是不正確的。推遲立法會選舉是因為疫情，與2019年區議會選舉結果無關。

### 8日

#### 羅莘桉去信星期日泰晤士報抗議
香港駐倫敦經貿辦處長羅莘桉去信英國《星期日泰晤士報》，就其發表題為「中國顯出真本色：他們並不漂亮（China shows its true colours — and they're not pretty）」的社論作出駁斥。
社論指出，香港即將舉行的立法會選舉是「騙局（sham）」，只有官方審查過的「愛國者」才能參與，勢成一場騙局；而唯一可能帶來「民主勝利（democratic victory）」的方法，就是選民抵制選舉拉低投票率，令中共感到尷尬，但即使這樣做都只屬慘勝。
羅指社論「資料失實」，稱選舉屬騙局的說法「毫無根據」，指在「完善」選舉制度下，「只要他們擁護港府和效忠基本法，持不同見政見的人都可以參政」；信件又稱，「愛國者治港」原則是保障國家主權安全、發展利益和香港長治久安的基礎，若因為只有「愛國者」能參選，就指控選舉是騙局，實在「毫無根據」。信函又重申，煽動他人不投票或投白票屬「違反選舉條例」，條例對香港境外的煽動行為都有效。

### 17日

#### 法庭提堂
1名17歲女生於2020年3月21日在銅鑼灣時代廣場附近被搜到1支雷射筆，被控在公眾地方管有攻擊性武器罪。被告否認控罪，經審訊後，2021年12月17日在東區裁判法院由裁判官劉綺雲判處罪名成立。案件將於明年1月5日判刑以待索取更生中心等報告，被告期間須還押。
劉綺雲判刑指，截查被告的女警21086林文虹（音譯）證供可靠，雖然辯方指出林指出被告的頭髮顏色與相片不符，但劉官認為案發現場的廣告燈箱和天花的燈光均會影響髮色，而影像效果亦受播放設備影響，林所述顏色與相片成像顏色有差別不足為奇。
又指案發時，時代廣場有示威騷亂，破壞社會安寧。被告被截查時有群眾叫囂，裁定示威至少持續至晚上9時。憑被告當時的黑衣黑褲裝束，遭截停後用手按着背囊，其背囊內被搜到有4枝消毒藥水及面罩等保護裝備，以及被告曾說涉案雷射筆是「今日手足畀我嘅」均加強控方案情。劉官亦指涉案雷射筆已裝有電芯，可隨時使用，裁定被告有份參與示威及有意圖將雷射筆用作攻擊性武器。
另外劉綺雲對辯方的被告未成年爭議指林查問被告時未有合理懷疑，故沒有警誡並無不妥，亦同意林指出警隊沒有指引規定警員必須在有成年人陪同下才查問16至18歲人士，此為「最理想」的做法而非必須，裁定被告是自願作供，沒有不公平。
2022年1月5日，東區裁判法院裁判官劉綺雲判被告入更生中心。

### 18日

#### 網民涉號召市民參與「平安夜革命」被捕
警方表示一名22歲患有自閉症和領取傷殘津貼的兼職送貨員，涉嫌在2021年9月至12月於「連登討論區」發布共6篇貼文，號召網民上街作「香港獨立革命前哨戰：平安夜革命」。被控一項煽惑他人參與非法集結罪以及6項作出具煽動意圖的作為罪，控方指他曾在「連登討論區」及「Telegram頻道」發布近9000個類似貼文。警員亦住所搜出示威者裝束及疑似仿製槍械。18日在西九龍裁判法院提堂，被告不得保釋還押。署理總裁判官羅德泉把案件押後至2022年2月11日再訊。被告還柙多個月後，案件在2022年6月27日於區域法院處理法律爭議。國安法指定法官郭偉健聽畢雙方陳辭後，將案件押後至8月1日裁決，其間被告繼續還押。

### 19日

#### 2021年香港立法會選舉
2021年香港立法會選舉舉行，地區直選投票率是30.2%，創下回歸以來的新低。

### 22日

#### 美國發表《香港自治法案》半年報告 制裁5名中國官員 中國外交部斥荒唐
美國國務院發表《香港自治法案》半年報告，對北京明顯剝奪港人在剛過去的星期日舉行的立法會選舉中有意義發聲的努力，深表關切，認為新選舉制度令北京對反對派能否參選具有生殺之權，為香港的政治體系帶來根本改變，令《中英聯合聲明》及《基本法》賦予香港的權利及自由受到侵蝕，對此予以譴責。發言人普賴斯就報告發表聲明時提到立法會換屆選舉，指北京方面明顯着力剝奪港人有意義地發聲的途徑，並持續努力破壞香港的民主制度，在司法、公務體系、新聞、學術機構等對香港繁榮穩定至關重要的領域，侵蝕香港的自主權，美方對此深表關注，強調美國會繼續為港人的權利與自由發聲。根據《香港自治法》的規定，美國財政部須在國會報告公布之後的三十到六十天內確認有否金融機構違反禁止交易的規定，一旦違規，有關金融機構可能會受到二級制裁，包括禁止美國貸款、外彙交易、地產買賣、出口和轉移等。但到目前為止，尚未有金融機構因與受《香港自治法》制裁者交易而受到制裁。
根據該國的《香港自治法案》，點名7月時已因損害香港民主而被制裁的五名香港中聯辦副主任，陳冬、何靖、盧新寧、譚鐵牛及尹宗華，提醒外國金融機構，如果與五人進行交易，將面臨美國當局的制裁。
中國外交部發言人趙立堅對此發出強烈譴責，並表示反對，因為美國此舉嚴重違反國際法和國際關係準則，嚴重干涉中國內政，屬非法無效。美方7月時已借發布所謂「香港商業警告」，對包括五名香港中聯辦副主任在內的七名中方官員進行制裁，中方根據《反外國制裁法》對美方有關人員進行了對等反制。美方現在變換名頭，以所謂《香港自治法》為由，對有關人員再宣布一遍制裁，行徑荒唐、令人不恥。

### 23日

#### 司法案件
1名36歲女子在2020年7月1日在銅鑼灣時代廣場從高處向警員投擲一支鋼柱。被控有意圖而企圖導致身體受嚴重傷害、高空擲物、盗竊及刑事損壞罪四項罪名。於區域法院被法官陳廣池判除刑事損壞罪外的其他罪名全部成立。陳廣池裁決時指，辯方在結案陳詞中提到鋼柱墜下，未必代表是由被告拋下，有可能是她為了阻止他人擲下鋼柱時所引致。但法庭不應該猜測所有可能發生的情況，指辯方在被告沒有作供、欠缺環境證供的情況下，作出沒有基礎的推論，如果接納此為抗辯理由，辯方可以說有人企圖襲擊被告，被告成功避開才令鋼柱掉下等多種可能性。被告並非嬌小玲瓏或纖幼無力，呈堂片段可見她戴上手套後毫不費力地提起鋼柱跑到圍欄處，認為被告刻意停下來後戴上手套，明顯是為了避免留下指模。而片段拍到被告曾在廣場3樓徘徊一段時間，相信她是等待時機拋下鋼柱，目的是要企圖傷害警員。此案刑事毀壞罪針對鋼柱擊中的告示牌，被告等待時機擲下鋼柱，明顯目標是警方，罔顧其他人的安危，目標並非告示牌，裁定此項罪脫。辯方表示，被告放棄求情及量刑陳詞，將不會向法庭提交案例作量刑參考。宣佈案押後至明年1月13日判刑，被告需要還押，以待索閱背景報告。

### 28日

#### 司法案件
- 4名男子企圖以汽油焚燒港鐵九龍塘站閘機被捕，被控串謀意圖危害生命而縱火罪。其中2人認罪，另外2人否認控罪經受審後，其中1人28日於區域法院被裁定罪名成立；其中1名認罪男子另承認管有物品意圖摧毀或損毀財產、管有攻擊性武器或適合作非法用途的工具、及無牌管有槍械共3項控罪。法官李慶年指3名被告夥同行事，且有預謀犯案，縱火地點則是港鐵最繁忙的港鐵站之一，乃東鐵線與其他線路的交匯處。而火種燃約數十秒，除了直接產生人身傷害風險，也會帶來恐慌，並會對市民造成不便，認為本案嚴重程度屬於中度，對站內工作者及乘客產生生命威脅，判刑須具阻嚇性。經考慮後，各人分別判囚52個月，50個月，及54個月，並下令各人須支付賠償9,368港元維修費。[25]

- 在理大衝突中，9名男女在拔萃女書院外被捕，分別被控參與暴動及管有攻擊性武器或適合作非法用途的工具罪。在區域法院被法官林偉權判決全部罪名成立。

林偉權指出，各被告在逃走前都知道身處的位置已發生暴動，並非碰巧路過或旁觀，而是蓄意裝備自己到場參與集結，在這處境下，他們仍無視警方的武力驅散，選擇留下成為暴動的一份子，以此壯大聲威，或支持作破壞社會安寧的行為的人。林偉權表明不會接納辯方所說，地面的火光由高溫燃燒的催淚彈殼引起，顯示示威者與警方沒有重大衝突。相反，過程中有人嘗試點燃燃燒彈，火光必然出自此武器。而雖然控方多名警員證人在庭上作供和書面的供詞並非全部一致，但怎樣遣詞是個人做法，他們在連串社會事件中奔波，未必達到辯方要求的鉅細無遺屬可理解。至於有指警方在作出拘捕時濫用武力，法官認為沒有相關片段支持說法。
9名被告：陳國威(20歲，學生)、陳子謙(29歲，會計文員)、江鏡棠(27歲，機電工程師)、陳霆堃(20歲，學生)、黃適哲(22歲，學生)、梁嘉星(24歲，設計師)、曾倩儀(25歲，銀行職員)、鄧錦樂(24歲，無業)及詹隆享(27歲，測量主任)被控暴動罪，同被控於於前年11月18日，在九龍加士居道拔萃女書院外與其他身分不詳的人士參與暴動。其中梁嘉星及詹隆享另因管有剪刀、打火機燃料、六角匙及士巴拿，各被加控一項管有攻擊性武器或適合作非法用途的工具罪。
法庭會先為兩名未滿21歲的被告索取教導所報告，再連同其他被告一併於2022年1月15日判刑，期間他們須還押。

### 29日

#### 警方對《立場新聞》採取執法行動
香港警務處國家安全處以涉嫌違反《刑事罪行條例》第9及10條串謀發布煽動刊物罪，共派出逾200名軍裝及便衣人員，執行由法院根據《港區國安法》第四十三條實施細則附表1發出的法庭手令，搜查網媒《立場新聞》在觀塘開源道55號開聯工業中心的辦公室；另外也拘捕6名高層或前高層人員（3男3女），年齡介乎34歲至73歲，並搜查被捕人士的處所，各人隨後被押往不同警署扣查。據了解，被捕6人為鍾沛權、周達智、吳靄儀、方敏生、何韻詩、林紹桐，當中5人為前董事，其餘1人為署任總編輯，涉嫌提供平台發布煽動性文章。另外持法庭手令掩至記協主席、《立場新聞》副採訪主任陳朗昇位於沙田顯徑邨的寓所搜查。其後再帶至大埔帝欣苑再調查。其本人未有被捕。

### 30日

#### 司法案件
2019年12月1日紅磡示威衝突，警方事後拘捕3名男女，指他們當日在該處參與暴動控以暴動罪。3人否認控罪，經審訊後，只有被指曾手持磚塊的男子被裁定罪成，另外兩名女子則脫罪。法官姚勳智把男子收柙至明年1月13日量刑，期間待索閱其背景報告。
3名被告依次是報稱美容市場策劃員的女子何靖莎(23歲)、銀行男文員鍾梓軒(25歲)及兼職社工陳詩玲(25歲)，他們被控於2019年12月1日，在紅磡德康街、德安街和船景街附近一帶，與其他身份不詳的人士參與暴動。另陳再被控一項在公眾地方管有攻擊性武器罪，指她管有一個可發射鐳射光束的裝置。
姚勳智裁決時指，當晚在案發地點有人堵路、投擲磚頭，亦有人使用暴力破餐附近食肆、港鐵站等，明顯是非法集結，且破壞社會安寧並已構成暴動。經反覆觀看片段及截圖後，法官裁定男被告出現在暴動現埸，且在店鋪被破壞，暴徒剛開逃離時，警員已成功截獲他，他當時更手持磚頭及把它掉在地上，遂裁定男被告暴動罪成。
至於2名女被告有否叫喊以協助現場人士逃避警方追捕方面，比對片段後，認為涉案女警稱到場時能再看見有20名黑衣人逃往船景街方向此一說法，與片段不符，法庭難以安穩接納其證供，且現場環境相當嘈雜，亦有其他人在場，難以肯定是2女被告在現場叫喊來協助黑衣人逃離。而控方亦沒有證據指陳曾使用鐳射筆或以此意圖傷人，遂裁定兩女被告暴動罪名不成立，陳另面對的一項在公眾地方管有攻擊性武器罪亦不成立。

### 31日

#### 司法案件
2019年10月1日黃大仙警民衝突，5名男子參與暴動及涉在被警員制服時反抗。被控暴動及拒捕罪，他們否認控罪受審後，區域法院法官練錦鴻裁定他們全部罪成。將他們還押至明年2月11日判刑，期間分別替各被索閱背景、勞教中心及教導所報告。
練錦鴻於書面裁決理由中，表示案發現場交通被癱瘓、道路堵塞、有示威者投擲磚塊、汽油彈等，身穿能被清楚辨認裝備的警員則作出警告、發放催淚氣體及橡膠子彈，有關地區猶如戰場，任何一個正常的人，都不可能不知道當時正有騷亂發生；不希望無辜受牽連的人，除非有特別理由或有不能離去的理由，都會盡快離開現場。雖然本案沒有證據指參與示威的人事先有商議、分工或提供物貨，但其行為明顯是在有共同目的而作，就是向法律挑戰及抗拒警方執法。5名被告當日均在暴動現場一帶被捕，且各人被捕時的衣着與絕大部分示威者極為相近，不但可掩飾身份，亦會令穿着者及旁觀的人感覺到他們是同路人，像制服一樣有以標記及行動直接鼓勵其他示威者的效果。法官又認為若只是到場見證、「八卦」或路過的人，不需要穿着相類衣服或裝備。而各被告被制服時亦分別掙扎企圖逃走，甚至有被告需多於一名警員才能被制服。綜合所有因素後，裁定各被告暴動及拒捕罪成。